# TOI-700d
TOI-700d је новооткривена планета која је веома слична планети Земљи. TOI-700d има величину скоро као и планета Земља, вероватно стеновита, орбитира унутар насељиве зоне црвеног патуљка ТОI-700, најудаљеније планете унутар система. Налази се отприлике 101,4 светлосних година удаљено од Земље, у сазвежђу Дорадо. Ова егзопланета је прва егзопланета која има величину као Земља и налази се у насељивој зони откривеној од стране Transiting Exoplanet Survey Satellite (TESS). TOI-700d oрбитира око своје звезде на удаљености од 24.400.000 км од звезде домаћина са периодом орбите од отприлике 37,4 дана. Ова планета је откривена почетком јануара 2020. године од стране Transiting Exoplanet Survey Satellite (TESS)

## Маса, полупречник и температура
има величну скоро као планета Земља, егзопланета која има полупречник и масу сличну Земљи. Процењена маса је око 1,69 пута већа од Земље и полупречник око 1,19 пута већи од Земљиног. Ако има атмосферу сличну земљиној, онда је просечна температура -4,3 °C. Постоји мала шанса за ефекат стаклене баште.

## Звезда домаћин
је црвени патуљак спектралне класе М који има око 40% масе, око 40% полупречника и веома отприлике 50% температуре Сунца. Звезда је светла са ниским нивоом звездане активности. У 11 сектора посматраних са ТЕSS, звезда не показује ни једну белу светлост. Ниска брзина ротације је такође показатељ ниске активности звезда.

## Орбита
орбитира око своје звезде домаћина на сваких 37,4 дана.

## Предложена насељивост
кружи у насељивој зони своје звезде домаћина TOI-700. Очекује се да ће притисак соларног ветра и интензитет међупланетарног магнетног поља бити слични Земљином, стога је вероватно задржавање планетарне атмосфере.